# 下条西町
下条西町（げじょうにしまち）は、愛知県豊橋市の地名。

## 地理
豊橋市北部に位置する。東は石巻本町・下条東町、西から北は豊川市、南は牛川町・大村町に接する。

### 河川
- 豊川[1]

### 字一覧
- 合倉（あいぐら）[WEB 5]
- 青木（あおき）[WEB 5]
- 池端（いけばた）[WEB 5]
- 大畷（おおなわて）[WEB 5]
- 大屋敷（おおやしき）[WEB 5]
- 上茅原（かみかやはら）[WEB 5]
- 上西川原（かみにしがわら）[WEB 5]
- 川原（かわら）[WEB 5]
- 北（きた）[WEB 5]
- 向月（こうげつ）[WEB 5]
- 小大道（こだいどう）[WEB 5]
- 郷前（ごうまえ）[WEB 5]
- 下西川原（しもにしがわら）[WEB 5]
- 水神（すいじん）[WEB 5]
- 杉本（すぎもと）[WEB 5]
- 砂畑（すなばた）[WEB 5]
- 外畑（そとばた）[WEB 5]
- 西郷廻リ（にしごうまわり）[WEB 5]
- 刎木（はねぎ）[WEB 5]
- 東郷廻リ（ひがしごうまわり）[WEB 5]
- 堀切（ほりきり）[WEB 5]
- 南（みなみ）[WEB 5]
- 三ノ下（みのげ）[WEB 5]
- 宮前（みやまえ）[WEB 5]
- 村前（むらまえ）[WEB 5]
- 柳原（やなぎはら）[WEB 5]
- 横田（よこた）[WEB 5]

## 歴史

### 人口の変遷
国勢調査による人口および世帯数の推移。
| 1995年（平成7年）  | 165世帯 735人 |  |
| 2000年（平成12年） | 170世帯 708人 |  |
| 2005年（平成17年） | 182世帯 708人 |  |
| 2010年（平成22年） | 197世帯 707人 |  |
| 2015年（平成27年） | 198世帯 675人 |  |

### 沿革
- 1932年（昭和7年） - 八名郡下川村大字西下条の一部により、豊橋市下条西町が成立[2]。

## 交通
- 愛知県道中条豊橋線[1]

## 施設
- 豊橋市水道局上水道取水場[1]
- 臨済宗妙心寺派瑞竜寺[1]
- 素戔嗚神社[1]
- 臨済宗妙心寺派慶増寺[1]
- 素戔雄神社[1]
- 曹洞宗江楽寺[1]

### WEB
1. ↑  “愛知県豊橋市の町丁・字一覧”.   人口統計ラボ. 2023年4月13日閲覧。
2. ↑  総務省統計局 (2017年1月27日). “平成27年国勢調査の調査結果(e-Stat) - 男女別人口及び世帯数 －町丁・字等” (CSV). 2021年7月21日閲覧。
3. ↑  “愛知県豊橋市の郵便番号一覧”.   日本郵便. 2023年4月13日閲覧。
4. ↑  “市外局番の一覧” (PDF).   総務省 (2022年3月1日). 2022年3月22日閲覧。
5. 1 2 3 4 5 6 7 8 9 10 11 12 13 14 15 16 17 18 19 20 21 22 23 24 25 26 27  “愛知県豊橋市 住所一覧から地図を検索”.   ONE COMPATH. 2023年8月17日閲覧。
6. ↑  総務省統計局 (2014年3月28日). “平成7年国勢調査の調査結果(e-Stat) - 男女別人口及び世帯数 －町丁・字等” (CSV). 2021年7月20日閲覧。
7. ↑  総務省統計局 (2014年5月30日). “平成12年国勢調査の調査結果(e-Stat) - 男女別人口及び世帯数 －町丁・字等” (CSV). 2021年7月20日閲覧。
8. ↑  総務省統計局 (2014年6月27日). “平成17年国勢調査の調査結果(e-Stat) - 男女別人口及び世帯数 －町丁・字等” (CSV). 2021年7月21日閲覧。
9. ↑  総務省統計局 (2012年1月20日). “平成22年国勢調査の調査結果(e-Stat) - 男女別人口及び世帯数 －町丁・字等” (CSV). 2021年7月21日閲覧。
10. ↑  総務省統計局 (2017年1月27日). “平成27年国勢調査の調査結果(e-Stat) - 男女別人口及び世帯数 －町丁・字等” (CSV). 2021年7月21日閲覧。

### 書籍
1. 1 2 3 4 5 6 7 8 9 10  「角川日本地名大辞典」編纂委員会 1989, p. 1787.
2. ↑  「角川日本地名大辞典」編纂委員会 1989, p. 525.